# پسنیکا (رود)
پسنیکا (به لاتین: Pesnica) یک رود است که در مرز میان اتریش و اسلوونی واقع شده‌است.